# Regroupement ténérifain des indépendants
Le Regroupement ténérifain des indépendants (en espagnol : Agrupación Tinerfeña de Independientes, ATI) est un parti politique espagnol de centre droit fondé sur le nationalisme canarien.

## Historique

### Fondation
Le parti est créé en 1983 par d'anciens membres de l'Union du centre démocratique (UCD) de l'île de Tenerife et dirigé par Manuel Hermoso. 

### Résultats électoraux
Lors des élections au cabildos insulaires de 1983, le parti devient la troisième force politique de l'île avec 48 910 voix et 6 conseillers. Lors des élections municipales de la même année, le parti remporte 66 140 voix et 85 mandats de conseillers municipaux.
Quatre années plus tard, le parti recueille 115 364 voix et 13 conseillers au cabildo insulaire de Tenerife puis 119 955 voix et 173 mandats de conseillers municipaux lors des élections municipales de 1987 ; devenant la première force politique insulaire.
En 1991, le parti obtient à nouveau une majorité de 13 conseillers au cabildo de Tenerife et 178 conseillers municipaux tout en conservant sa première place.

### Dissolution
En 1985, le parti s'intègre dans la Fédération des regroupements indépendants des Canaries (FAIC) qui devient l'année suivante Regroupements indépendants des Canaries (AIC). L'AIC et d'autres mouvements tels que le Centre nationaliste canarien (CCN), l'Initiative canarienne nationaliste (ICAN) et l'Asamblea Majorera (AM) se dissolvent en mars 1993 au sein de la Coalition canarienne (CC).
La motion de censure déposée en 1993 contre Jerónimo Saavedra permet au dirigeant de l'ATI, Manuel Hermoso, d'accéder à la présidence de la communauté autonome. Lors des élections de 1995, le parti se présente sous l'étiquette CC-ATI.